# Mo Willems
Mo Willems (né le 11 février 1968, à Des Plaines en Illinois) est un animateur, doubleur, auteur et illustrateur jeunesse américain.

## Carrière
Après avoir gradué de Tisch, Mo Willems a passé un an à voyager à travers le monde à dessiner un dessin chaque jour, qui ont tous été publiés dans le livre You Can Never Find a Rickshaw When it Monsoons.
De retour à New York, il a commencé sa carrière en tant qu'écrivain et animateur pour Sesame Street, où il a remporté six Emmy Awards pour avoir écrit pendant son mandat de 1993 à janvier 2002. Il a ensuite créé deux séries télévisées d'animation : The Off-Beats pour Nickelodeon et Moumoute, un mouton dans la ville pour Cartoon Network. Sheep in the Big City a été un succès auprès des critiques, mais n'a finalement pas réussi à attirer un public suffisant et a été annulé après deux saisons. Willems a travaillé plus tard comme rédacteur en chef sur les quatre premières saisons de Nom de code : Kids Next Door, créé par un de ses collègues de Sheep, Tom Warburton. Il a quitté le spectacle pour poursuivre sa carrière d'écrivain.
Ne laissez pas le pigeon conduire le bus ! est son premier album jeunesse, publié en 2003. L'album est lauréat d'un « Honor Books » de la Médaille Caldecott, l'année suivante. Mo Willems aura à nouveau deux « Honor Books », en 2005 et 2008.
Depuis 2003, il est l'auteur de nombreux livres destinés aux jeunes enfants, dont beaucoup ont été salués par la critique. Le The New York Times Book Review a fait référence à Willems comme « le plus grand nouveau talent à émerger jusqu'ici dans les années 00 », et à son personnage du « Pigeon » comme « une des contributions de cette décennie au panthéon des grands personnages de livre d'images. »  Il a créé la série d'albums Elephant and Piggie, une série pour les premiers lecteurs, autour de l'amitié d'un éléphant et d'un cochon ; série traduite en français sous le titre Émile et Lili . 
En 2010, Mo Willems a présenté une nouvelle série de livres mettant en vedette Cat the Cat, également destinée aux premiers lecteurs.
En 2023, il est sélectionné pour le prestigieux prix suédois, le Prix commémoratif Astrid-Lindgren.

## Publications en français
- Ne laissez pas le pigeon conduire le bus ![4], L'École des loisirs, 2006
- Guili Lapin, Kaleidoscope, L'École des loisirs, 2008.
- L'Autre Guili Lapin, Kaleidoscope, L'École des loisirs, 2012.
- C'est l'heure du dodo, Mouton le mouton !, Kaleidoscope, L'École des loisirs, 2013.
- Chat le chat, qui va là ?, Kaleidoscope, L'École des loisirs, 2013.
- Grenouille est trop grande, Kaleidoscope, L'École des loisirs, 2013.
- Hello aux amis qui volent !, Kaleidoscope, L'École des loisirs, 2013.
- Tu cries comment, Chien le chien ?, Kaleidoscope, L'École des loisirs, 2013.
- Ce n'est pas une bonne idée !, Kaleidoscope, L'École des loisirs, 2014.
- Le Pigeon a besoin d'un bon bain !, Kaleidoscope, L'École des loisirs, 2015.
- La Baguette de Nanette, Kaleidoscope, L'École des loisirs, 2017.
- Nous sommes dans un livre !, Scholastic, 2017.
- Partons en balade !, Scholastic, 2017.
- Veux-tu jouer dehors ?, Scholastic, 2017.
- Aïe ! Ma trompe !, Scholastic, 2018.
- Mon ami est triste, Scholastic, 2018.
- Pas facile d'attendre !, Scholastic, 2018.
- Quelqu'un a pris mon ballon !, Scholastic, 2018.
- Aujourd'hui, je vole !, Scholastic, 2019.
- Est-ce que je peux jouer ?, Scholastic, 2019.
- Je suis invitée à une fête !, Scholastic, 2019.
- Le pigeon doit aller à l'école, Kaleidoscope, L'École des loisirs, 2019.
- Regarde-moi lancer la balle !, Scholastic, 2019.
- Une crème glacée à partager, Scholastic, 2019.
- Dis au pigeon d'aller se coucher !, Kaleidoscope, L'École des loisirs, 2020.
- J'adore mon nouveau jouet !, Scholastic, 2020.
- Je pars !, Scholastic, 2020.
- Une surprise pour mon ami !, Scholastic, 2020.

- Série Émile et Lili [8], éd. Tourbillon

1. Un oiseau sur la tête !, 2009
2. Une sacrée farce ! 2009
3. Vive la pluie !, 2009
4. Mon nouveau jouet, 2009
5. Chacun son tour, 2010
6. La Leçon de danse, 2010

## Prix et distinctions
- 2004 : 
  - « Honor Books » de la Médaille Caldecott[5] pour Don't Let the Pigeon Drive the Bus! (Ne laissez pas le pigeon conduire le bus !)
  - « Commended » Charlotte Zolotow Award (en) pour Don't Let the Pigeon Drive the Bus! (Ne laissez pas le pigeon conduire le bus !)
- 2005 :
  - « Honor Books » de la Médaille Caldecott[5] pour Knuffle Bunny: A Cautionary Tale (Guili Lapin) 
  - « Honor » Charlotte Zolotow Award pour Knuffle Bunny: A Cautionary Tale (Guili Lapin)
- 2006 : « Commended » Charlotte Zolotow Award pour Leonardo, the Terrible Monster
- 2008 : « Honor Books » de la Médaille Caldecott[5] pour Knuffle Bunny Too: A Case of Mistaken Identity (L'Autre Guili Lapin)
- 2011 : « Honor » Charlotte Zolotow Award pour City Dog, Country Frog
- 2015 :  Prix des libraires du Québec catégorie Jeunesse[11] pour Ce n'est pas une bonne idée !
- 2023 : 
  -  Sélection pour le Prix commémoratif Astrid-Lindgren[10]
  - Prix Eisner de la meilleure publication pour jeunes lecteurs (jusqu'à 8 ans) pour The Pigeon Will Ride the Roller Coaster![12]